# Vicariat du Brabant wallon
Le vicariat du Brabant wallon fut créé en 1962 lorsque le cardinal Léon-Joseph Suenens, nommé à la tête de l'archidiocèse de Malines-Bruxelles, érigea trois vicariats. Les deux autres sont le vicariat du Brabant flamand et Malines et le vicariat de Bruxelles. Chaque vicariat est confié à un évêque auxiliaire, vicaire général, pour y assumer la responsabilité globale de la pastorale territoriale. Depuis la démission de Jean-Luc Hudsyn en 2023, le siège épiscopal auxiliaire du Brabant wallon est vacant ; une femme, Rebecca Alsberge (née Charlier), ayant été nommée déléguée épiscopale chargée du vicariat, interdite d'être nommée évêque par le droit canon.
Le vicariat du Brabant wallon est organisé en neuf doyennés : Ottignies-Louvain-la-Neuve, Braine-l'Alleud, Grez-Doiceau, Jodoigne, Nivelles, Perwez, Tubize, Wavre et Walhain.
Chaque doyenné est subdivisé en unités pastorales qui regroupent plusieurs paroisses.